# Fabio Lanzoni
Fabio Lanzoni, connu simplement comme Fabio, né le 15 mars 1959 à Milan, est un acteur et mannequin italien. Il doit sa notoriété aux centaines de couvertures de romances des années 1980 et 1990 sur lesquelles il apparaît.

## Biographie

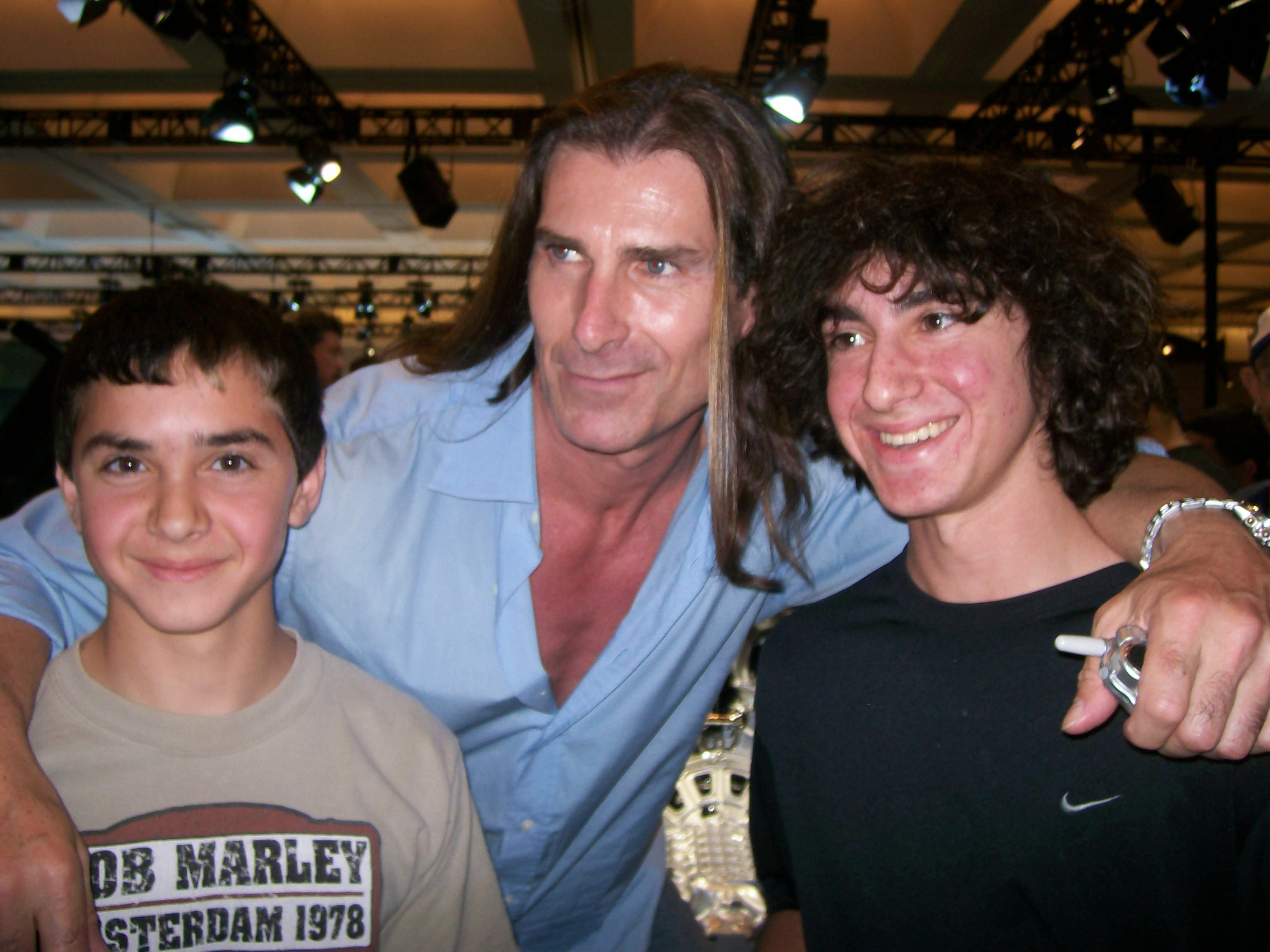
Fabio Lanzoni en 2007.

## Filmographie
| Film       | Film                                                                          | Film                               | Film                                    |
| Année      | Film                                                                          | Rôle                               | Notes                                   |
| ---------- | ----------------------------------------------------------------------------- | ---------------------------------- | --------------------------------------- |
| 1990       | L'Exorciste, la suite (The Exorcist 3)                                        | Angel                              | non crédité                             |
| 1991       | Scènes de ménage dans un centre commercial (Scenes from a Mall)               | Bel homme                          |                                         |
| 1991       | La Manière forte (The Hard Way)                                               | Client du bar / Videur (?)         | non crédité                             |
| 1992       | La mort vous va si bien (Death Becomes Her)                                   | Garde du corps de Lisle Von Rhoman |                                         |
| 1992       | Big Time Christmas Live                                                       | Lui-même                           |                                         |
| 1996       | Agent zéro zéro (Spy Hard)                                                    | Lui-même sur la falaise            | non crédité                             |
| 2000       | Eh mec ! Elle est où ma caisse ? (Dude, Where's My Car?)                      | Lui-même                           | Cameo                                   |
| 2001       | Zoolander                                                                     | Lui-même                           | Cameo                                   |
| 2001       | Bubble Boy                                                                    | Gil/Cult Leader                    | Cameo                                   |
| 2010       | Big Time Christmas                                                            | Lui-même                           | téléfilm                                |
| 2011       | Hollywood Sex Wars                                                            | Lui-même                           | Cameo                                   |
| 2014       | Dumbbells                                                                     | Lui-même                           |                                         |
| Télévision |                                                                               |                                    |                                         |
| Année      | Titre                                                                         | Rôle                               | Notes                                   |
| 1993       | Roseanne                                                                      | Lui-même                           | "Guilt by Imagination" (Saison 6, Ep.8) |
| 1993       | Agence Acapulco (Acapulco Heat)                                               | Claudio / Hôtelier                 |                                         |
| 1997       | Notre belle famille                                                           | Lui-même                           | "Absolutely Fabio" (Saison 6, Ep.11)    |
| 2003       | Oui, chérie ! (Yes, Dear)                                                     | Lui-même                           | Un épisode (Saison 4, Ep. 21)           |
| 2005       | Mr. Romance                                                                   | Lui-même / Présentateur            |                                         |
| 2006       | Amour, Gloire et Beauté (The Bold and the Beautiful)                          | Ami                                | Un épisode                              |
| 2006       | Ned ou Comment survivre aux études (Ned's Declassified School Survival Guide) | Homme romantique                   | Un épisode                              |
| 2006       | Bo! In The USA                                                                | Lui-même                           | Deux épisodes                           |
| 2009       | Rob Dyrdek's Fantasy Factory                                                  | Lui-même                           | Un épisode                              |
| 2010       | Big Time Rush                                                                 | Lui-même                           | 3 épisodes                              |
| 2010       | La Vie de croisière de Zack et Cody (The Suite Life on Deck)                  | Captain Hawk                       | "Senior Ditch Day"                      |
| 2010       | Keith Lemon's World Tour                                                      | Lui-même                           | Un épisode                              |
| 2011       | Cupcake Wars                                                                  | Lui-même                           | Un épisode                              |
| 2012       | Rob Dyrdek's Fantasy Factory                                                  | Lui-même, Fabulous Fabio           | Un épisode                              |
| 2013       | Lemon La Vida Loca                                                            | Lui-même                           | Un épisode                              |
| 2014-      | Coronation Street                                                             | Fabio                              |                                         |
| 2014       | Les Simpson                                                                   | Lui-même                           |                                         |
| Clips      |                                                                               |                                    |                                         |
| Année      | Titre                                                                         | Rôle                               | Notes                                   |
| 1995       | I Kissed A Girl                                                               |                                    |                                         |
| 2012       | Home – Flying Frog Productions                                                | Gabe Tansley                       |                                         |